# São José EC
Der São José Esporte Clube ist ein brasilianischer Fußballverein aus São José dos Campos, einer rund 713.000 Einwohner zählenden Stadt im Osten des Bundesstaates São Paulo im Tal des Rio Paraíba do Sul. Der größte Erfolg des 1933 als Abspaltung von der Associação Esportiva São José gegründeten Vereins war der zweite Platz bei der Staatsmeisterschaft von São Paulo 1989. Der Frauenabteilung gelang 2011 und 2013 der Gewinn der Copa Libertadores Femenina. Die Farben des Vereins waren ursprünglich Schwarz und Weiß, sind aber seit 1977 Blau, Weiß und Gelb wie die Stadtfarben. Das brasilienübliche Maskottchen ist seit 1978 der Águia do Vale, der „Adler des Tales“, ein weißköpfiger Adler, der eine Ameise ablöste, die bis 1976 diese Funktion ausführte.

## Geschichte
Bis 1957, als der São José EC mit dem Aufstieg in die dritte Staatsliga erstmals in den professionellen Bereich vorstiess, verlief die Vereinsgeschichte unbeeindruckend. In den Jahren 1957 und 1958 wurde São José auch Amateur-Staatsmeister. Seit 1964 nimmt der Verein voll am professionellen Spielbetrieb des Staates teil und spielte 1966 zum ersten Mal zweitklassig. 1968 und 1969 ließ São José aber den Spielbetrieb ruhen während ein neues Stadion erbaut wurde, welches notwendig wurde, da der Staatsverband für die professionellen Vereine Stadien mit einer Minimalkapzität von 10.000 Zusehern einforderte und das bisherige nur 5.000 fasste.
1981 qualifizierte sich São José erstmals für die Staatsmeisterschaft von São Paulo, wo der Verein im Halbfinale nur sehr knapp gegen den Meister dieses Jahres, den FC São Paulo, scheiterte. Dies gestattete auch die erstmalige Teilnahme an der nationalen Meisterschaft von Brasilien, die seinerzeit Taça de Ouro genannt wurde. Dort schlug sich die Mannschaft beachtlich und konnte sich erfolgreich gegen prominente Mannschaften wie Grêmio Porto Alegre, Atlético Mineiro, und Botafogo FR aus behaupten, ehe sie in der dritten Runde an Bangu AC aus Rio de Janeiro scheiterte. Statistiker errechneten daraus einen ansprechenden 12. Platz in einem Feld von 44 Teilnehmern.
1989 erfolgte die bislang erfolgreichste Teilnahme an der Staatsmeisterschaft. Prominente Klubs, die São José im direkten Vergleich hinter sich ließ, waren dabei unter anderem die Traditionsvereine FC Santos und SC Corinthians Paulista. In dem Finalspielen behielt aber FC São Paulo die Oberhand, der das Heimspiel mit 1:0 gewann und im Rückspiel ein 0:0 hielt. Weniger erfolgreich gestaltete sich die zweite Teilnahme an der nationalen Meisterschaft für die sich São José damit qualifizierte. Beim Wettbewerb von 1990 wurde die Mannschaft 19. von 20 Teilnehmern.
Zu einer dritten Teilnahme an der nationalen Meisterschaft reichte es im Jahr 2000. Bei dem weiland als Copa João Havelange ausgetragenen Turnier erreichte São José nur einen Punkt in 10 Spielen und wird in den Statistiken als letzter unter den 114 angetretenen Teilnehmern geführt.
Die nachfolgenden Jahre waren von Krisen gezeichnet. Der Verein stieg selbst in den Amateurbereich ab, 2003 und 2004 wurde sogar des Antrittsrecht an Unternehmer verkauft und diese Mannschaften traten als Esporte São José an. Dieser Tage ist der Verein wieder in der dritten Staatsliga etabliert.

## Frauenfußball
Seit 2008 unterhält der São José EC ein eigenes Frauenfußballteam, dass zu den erfolgreichsten Brasiliens zählt.

## Bekannte Spieler und Trainer
- Freddy Rincón (2009)

Der brasilianische Rekordnationaltorwart Emerson Leão begann 1968 seine professionelle Karriere beim São José EC, ebenso der spätere Europa-Legionär Roque Júnior 1993.
Zu den bekanntesten Trainern der Vereinsgeschichte gehören der Stürmerstar Pepe, der in den Anfangs-1960ern mit dem FC Santos den Vereinsweltpokal gewann. Er arbeitete 1981 bei São José. Der brasilianische Weltmeisterschafts-Teilnehmer von 1938 Tim kam im späteren Verlauf des Jahres zum Verein. 1988 und 1990 kehrte Émerson Leão als Trainer zu seinem Stammverein zurück. Mitte 2009 leitete der ehemalige kolumbianische Nationalspieler Freddy Rincón für einige Monate das Training.

## Stadion
Ursprünglich spielte der São José EC im Estádio da Rua Antônio Saes, mit offiziellem Namen Estádio Martins Pereira, benannt nach den Gründern des Vereines, den Brüdern Nelson und Mário Martins Pereira, welches 1942 eröffnet wurde und 5.000 Zuseher fasste.
Da sich São José in den 1960er Jahren im professionellen Spielbetrieb etablierte, forderte der Verband ein größeres Stadion. 1968 wurde daher an andere Stelle mit dem Bau eines neuen Stadions begonnen, welches am 15. März 1970 mit einem Spiel zwischen Atlético Mineiro aus Belo Horizonte und dem SC Internacional aus Porto Alegre eingeweiht wurde. Mineiro gewann das Spiel mit 1:0 durch ein Tor in der 29. Minute von Dadá Maravilha der damit den ersten Treffer im neuen Stadion erzielte.
Der São José EC, dessen Spielbetrieb während der Bauzeit ruhte, trug seine erste Partie in der neuen Heimat, ebenso nach den Gründervätern des Vereins Estádio Municipal Martins Pereira benannt, am 22. März 1970 gegen den FC São Paulo aus, welcher hier mit 1:0 gewann.
Das Stadion fasste lange Zeit rund 20.000 Zuseher. Dieser Tage wird das offizielle Fassungsvermögen mit 15.300 Zusehern angegeben. Die inoffizielle Rekordzuschauerzahl wurde im Mai 1997 erreicht, als sich 25.000 ein Staatsmeisterschaftsspiel zwischen São José und dem FC São Paulo ansahen, welches mit 1:1 endete.